# Batalha de Courtrai (1794)
A Batalha de Courtrai travada em 11 de Maio de 1794, perto da cidade de Courtrai (atualmente Kortrijk), na Bélgica, ocorreu durante a Guerra da Primeira Coligação. Nessa ocasião, o Exército do Norte da França Revolucionária, sob comando do General Jean-Charles Pichegru, enfrentou forças da coalizão austro-britânica sob o comando do Marechal de Campo Clerfayt. A batalha foi parte dos esforços franceses para manter o controle de Courtrai e Menin (Menen), conquistadas no fim de abril, frente a uma tentativa aliada de retomada.
No dia anterior, 10 de maio, uma ofensiva francesa rumo a Tournai foi contida pelas tropas do Duque de Iorque na Batalha de Willems, mas, ao perceber o tamanho do exército francês, o duque recuou para Tournai. No mesmo dia, Clerfayt atacou Courtrai pelo norte, sem sucesso. Com a retirada de Iorque, as forças francesas voltaram-se contra Clerfayt em 11 de maio e o forçaram a recuar para o norte, assegurando a vitória francesa. Embora o termo "Batalha de Courtrai" se refira especificamente ao combate de 11 de maio, ele é frequentemente usado para englobar também a Batalha de Willems, pois ambas fizeram parte da mesma ofensiva francesa.

## Contexto

### Planos
Para a campanha da primavera de 1794, Lazare Carnot, do Comitê de Salvação Pública, elaborou uma estratégia de duplo envolvimento, na qual o Exército do Norte francês, sob comando de Jean-Charles Pichegru, atacaria simultaneamente as duas alas das forças da Coalizão nos Países Baixos Austríacos. No flanco oeste, sob comando direto de Pichegru, 100 mil soldados avançariam sobre Ypres, depois Gante, e por fim Bruxelas. No flanco leste, outros 100 mil homens atacariam em direção a Liège e Namur, visando cortar as comunicações austríacas com a cidade de Luxemburgo. Enquanto isso, 50 mil homens manteriam a linha central entre Bouchain e Maubeuge. A fraqueza dessa estratégia era o risco dos aliados concentrarem suas forças contra uma das alas francesas e a esmagarem.
Em março de 1794, o Exército do Norte contava com 194.930 soldados, dos quais 126.035 estavam disponíveis para operações de campanha. Somando-se os 32.773 homens do subordinado Exército das Ardenas, Pichegru tinha sob seu comando um total de 227.703 tropas. Em meados de abril, as unidades do Exército do Norte posicionadas em Flandres Ocidental estavam assim dispostas (da esquerda para a direita): a divisão de Pierre Antoine Michaud (13.943 homens) em Dunquerque, a de Jean Victor Marie Moreau (15.968) em Cassel, a de Joseph Souham (31.856) em Lille, e a brigada de Pierre-Jacques Osten (7.822) em Pont-à-Marcq.
No início de abril, as forças da Coalizão, sob comando geral do Príncipe Josias de Saxe-Coburgo-Saalfeld, estavam distribuídas da seguinte forma: com quartel-general em Tournai, Clerfayt liderava o flanco direito aliado com 24 mil austríacos, hanoverianos e hessianos, encarregado de defender Menin, Ypres, Nieuwpoort, Orchies e Marchiennes. Ludwig von Wurmb e 5 mil homens mantinham Denain, entre o centro e o flanco direito. O Duque de Iorque, com 22 mil tropas, formava o centro-direita a partir de Saint-Amand-les-Eaux. Coburgo, com 43 mil homens, comandava o centro aliado em Valenciennes. O Príncipe de Orange, Guilherme V, liderava 19 mil soldados holandeses no centro-esquerdo, com sede em Bavay. O flanco esquerdo, sob Franz Wenzel von Kaunitz-Rietberg, contava com 27 mil austríacos e holandeses entre Bettignies (próximo a Maubeuge) e Dinant.
Sob os olhos do imperador Francisco II, o exército principal da Coalizão avançou em 17 de abril e cercou a fortaleza de Landrecies. O cerco começou oficialmente em 21 de abril e terminou em 30 de abril com a rendição francesa.

### Mouscron
Em 26 de abril de 1794, a cavalaria aliada aniquilou uma coluna francesa de 20 mil homens que tentava aliviar o cerco a Landrecies, causando cerca de 7 mil baixas e capturando tanto o comandante René-Bernard Chapuy quanto os planos de Pichegru para a ofensiva na Flandres costeira. Ao mesmo tempo, os franceses pressionavam as tropas de Wurmb em Denain, o que levou Clerfayt a deslocar 8 mil soldados de seu flanco direito para auxiliá-lo.
Nos dias anteriores, os franceses haviam iniciado uma grande movimentação: em 24 de abril, a divisão de Michaud (12 mil homens) avançou em direção a Nieuwpoort e Ypres; a de Moreau (21 mil) cercou Menin; e a de Souham (30 mil) marchou sobre Courtrai, capturando-a. Com os planos franceses em mãos, Coburg enviou reforços, 12 batalhões de infantaria e 10 esquadrões de cavalaria sob comando de Sir William Erskine, ao flanco direito, e ordenou o retorno das tropas de Clerfayt de Denain para Tournai. Era tarde demais: em 29 de abril, Souham derrotou Clerfayt na Batalha de Mouscron, infligindo 2 mil baixas e capturando 23 canhões. Na noite seguinte, os aliados abandonaram Menin, e os comboios de suprimentos bateram em retirada desordenada rumo a Gante e Bruxelas.

### A Contraofensiva Aliada

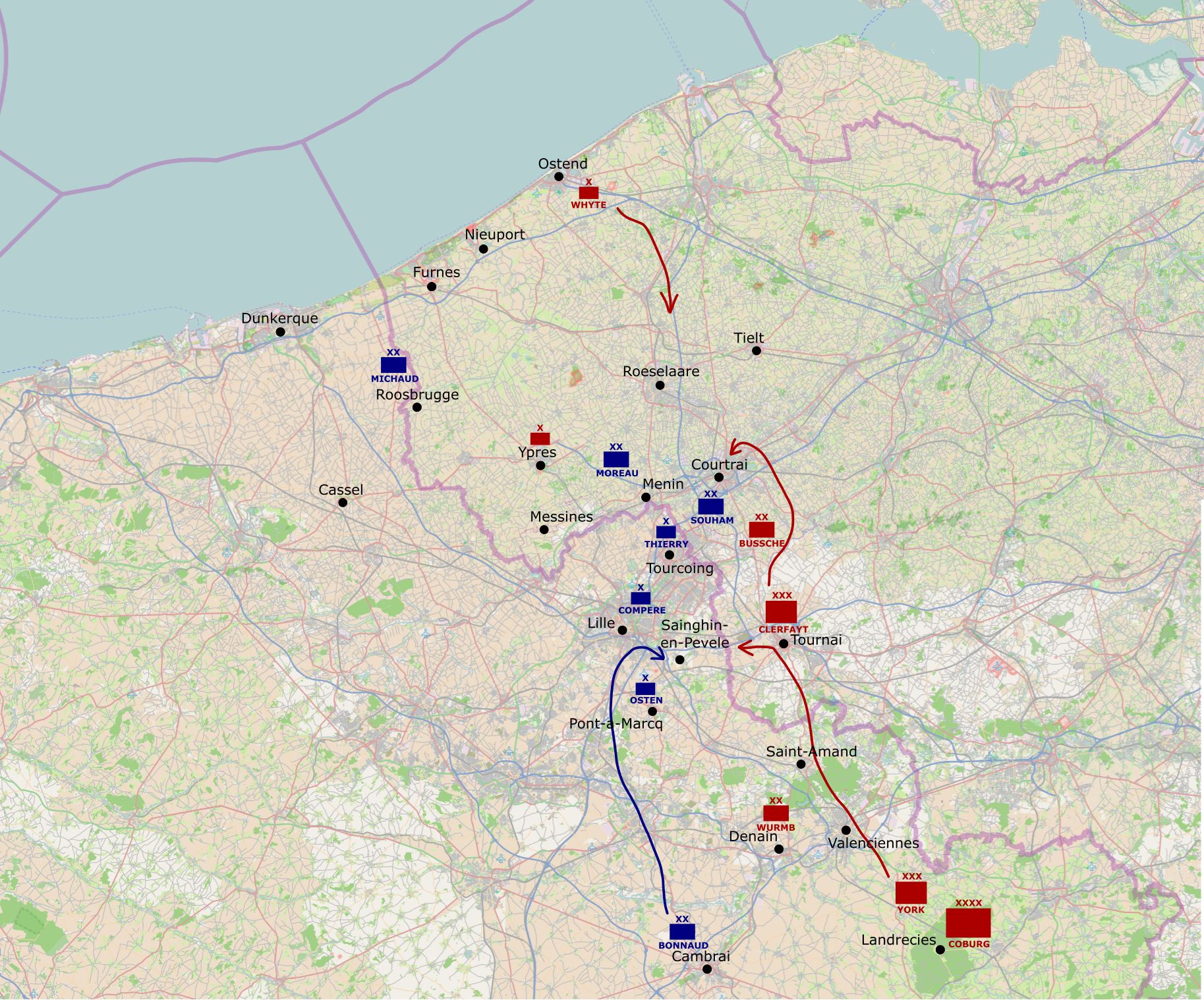
Movimentos franceses e aliados antes das batalhas de Willems e Courtrai. Após Mouscron e a rendição de Landrecies, Coburg envia Iorque para reforçar Clerfayt, e Iorque decide contra-atacar. No entanto, Pichegru (que está pessoalmente ausente desta parte da frente durante as batalhas) também convocou reforços de Cambrai.

Após a queda de Landrecies, Coburg enviou o Duque de York com o restante de seu corpo para Tournai. Devido às chuvas, York só chegou em 3 de maio, unindo-se às forças de Erskine. Ele enviou uma tropa destacada a Marquain e Lamain para aliviar as guarnições locais de Clerfayt. Perto de Tournai, o corpo de Iorque contava com 18 mil soldados; Clerfayt, com 19 mil; e Wallmoden-Gimborn, com 4 a 6 mil homens em Warcoing. A força de Clerfayt incluía também uma brigada britânica sob Richard Whyte, ainda a caminho desde Ostende.
Em 5 de maio, os comandantes aliados traçaram um plano: Clerfayt cruzaria o rio Lys ao norte de Courtrai e atacaria a cidade pelo norte, enquanto Iorque avançaria de Tournai para isolá-la de Lille. Inicialmente, Clerfayt recusou-se a agir sem ordens diretas do quartel-general imperial, mas após recebê-las, cumpriu o plano. Sua força incluía batalhões hanoverianos (3.º e 4.º de granadeiros e três esquadrões do 10.º Dragões Ligeiros), além de tropas austríacas dos regimentos de infantaria Clerfayt n.º 9, Sztáray n.º 33 e Stuart n.º 18, esquadrões do regimento Latour Chevau-léger n.º 31 e do Regimento de Dragões do Kaiser n.º 3, totalizando cerca de 8.500 homens.
Iorque estimava que os franceses tivessem 24 mil soldados, mas na verdade Pichegru havia mobilizado entre 40 e 50 mil entre Menin e Courtrai. Além disso, ordenou à divisão de Jacques Philippe Bonnaud (antigo comando de Chapuy), com 20 mil homens, que se movesse de Cambrai até Sainghin-en-Mélantois, protegendo Lille. Paralelamente, Coburg enviou reforços para o leste, as divisões de Kinsky e do arquiduque Carlos para Tournai, e as de Latour, Alvinczi e Werneck para apoiar o flanco esquerdo de Kaunitz. Clerfayt, por fim, partiu de Tournai em 8 de maio, cruzou o Lys em Harelbeke, enquanto Souham avançava sobre Dottignies, sem encontrar Clerfayt, e retornava a seu acampamento em Aalbeke.

### Willems

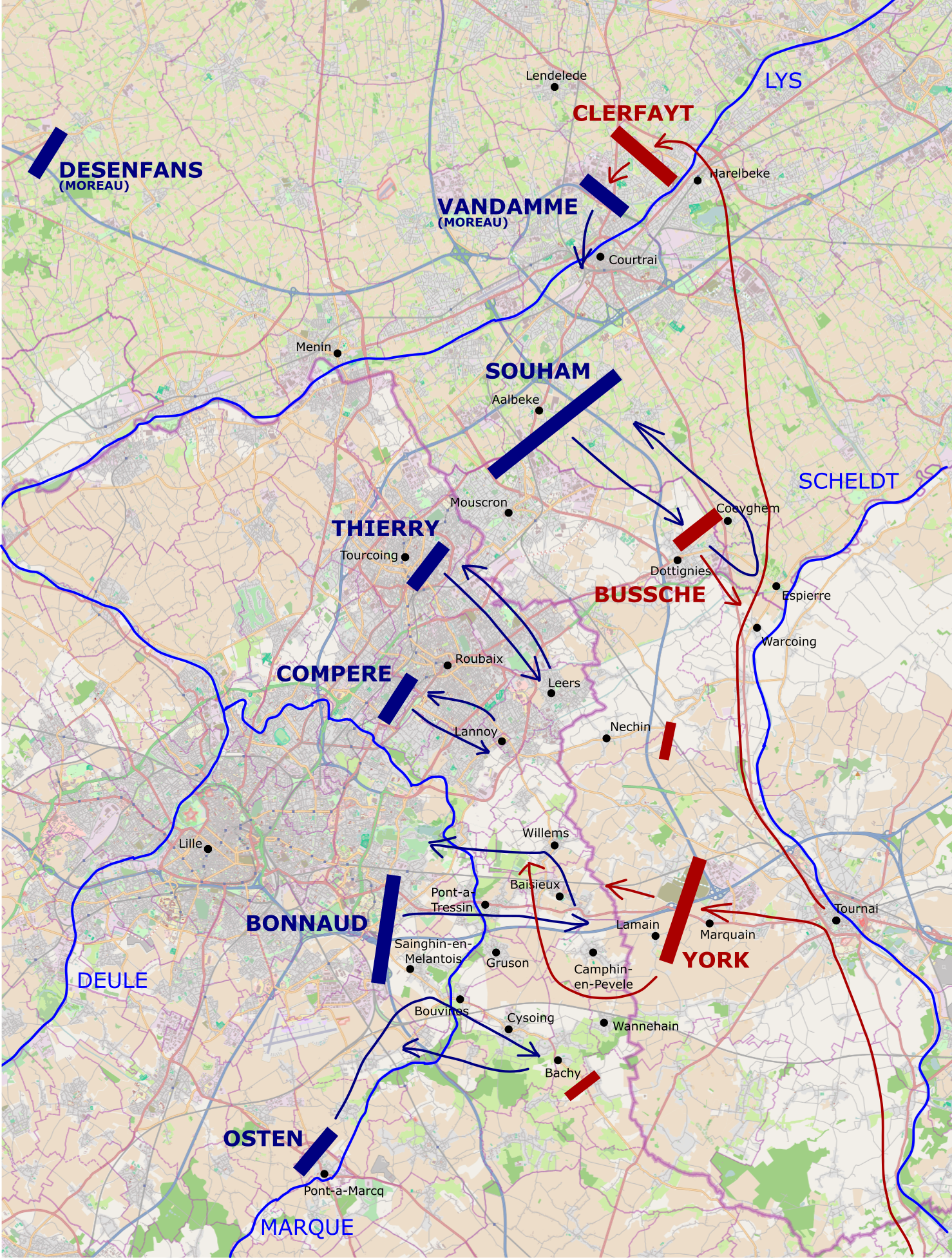
A Batalha de Willems, 10 de maio de 1794.

Os franceses reagiram ao avanço de Iorque e Clerfayt lançando um ataque às forças de York com as divisões de Souham e Bonnaud, além das brigadas de Compère e Thierry, reunindo todas as tropas disponíveis entre os rios Escalda e Lys. No entanto, Bonnaud foi repelido com perdas na Batalha de Willems graças ao uso habilidoso da cavalaria por parte de Iorque. Isso levou à retirada das demais unidades francesas envolvidas, conforme ditava a doutrina militar vigente do cordão, segundo a qual os elementos de um exército deveriam avançar e recuar alinhados e distribuídos, aplicando pressão uniforme sobre o inimigo.
Apesar da vitória, Willems revelou a Iorque a real dimensão do exército francês à sua frente. Ao perceber que estava em grande desvantagem numérica, ele recuou para Tournai e solicitou reforços. A retirada de Iorque permitiu aos franceses voltar toda sua atenção para Clerfayt.

## A batalha

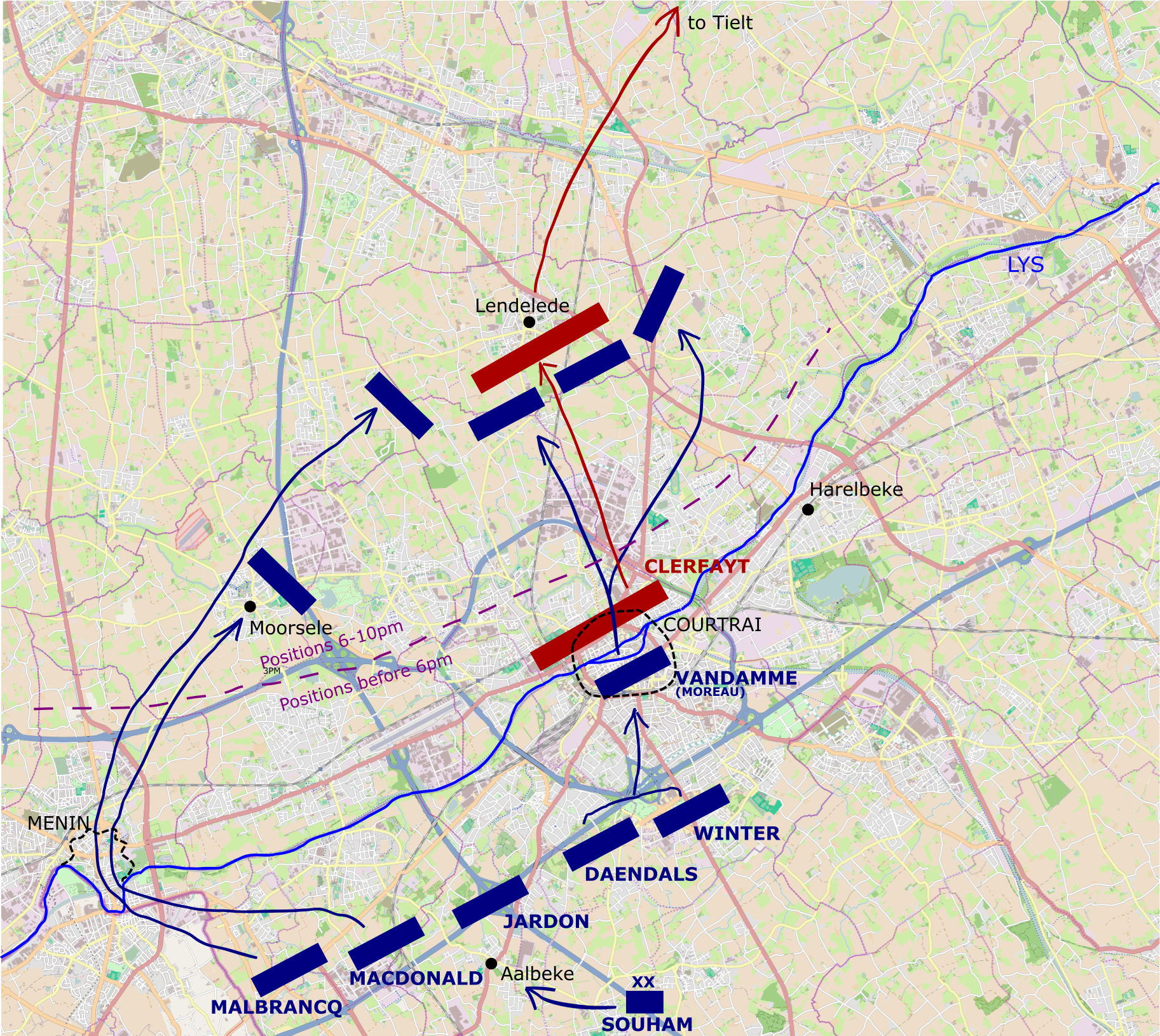
Batalha de Courtrai, 11 de maio de 1794. Com Iorqu em retirada para Tournai, a divisão de Souham ficou livre para se voltar contra Clerfayt. Reforçando Vandamme, que havia sido repelido até Courtrai no dia anterior, e ao mesmo tempo manobrando para cortar a retirada do inimigo, Souham empurrou Clerfayt para longe da cidade, isolando-o do restante das forças aliadas em torno de Tournai e forçando sua retirada para o norte, rumo a Tielt.

Em 10 de maio, Clerfayt enfrentou uma brigada francesa sob comando de Dominique Vandamme, que defendia a margem norte do rio Lys em Heule, e a empurrou até os arredores de Courtrai. A brigada de Vandamme pertencia à divisão de Moreau. As tropas da Coalizão chegaram a invadir os subúrbios da cidade e poderiam ter tomado Courtrai, caso Clerfayt tivesse mantido o ataque. Contudo, como era comum em sua liderança hesitante, ele preferiu encerrar as operações naquele dia.
Seguindo ordens de Pichegru, Souham, que havia recuado para Aalbeke após Willems — voltou sua divisão em direção a Courtrai. Em 11 de maio, ele enviou as brigadas de Daendels e Winter para reforçar Vandamme. Ao mesmo tempo, ordenou que as brigadas de Macdonald e Malbrancq cruzassem o Lys em Menin e atacassem Clerfayt pelo nordeste.
A batalha começou às 15h e durou até as 22h. Inicialmente, os aliados resistiram bem, mas por volta das 18h as brigadas de Vandamme, Daendels e Winter expulsaram os inimigos dos subúrbios de Courtrai. Clerfayt respondeu com uma carga de cavalaria que desorganizou a brigada de Daendels. No entanto, a brigada de Malbrancq conseguiu entrar em combate, especialmente na região de Lendelede, ao norte de Courtrai. A brigada de Macdonald não chegou a tempo e parou em Moorsele.
Durante o combate, o flanco esquerdo de Clerfayt foi repelido, cortando sua ligação com Iorque. Isolado e superado em número, Clerfayt reconheceu a derrota e ordenou retirada para Tielt durante a noite. Fontes divergem sobre as perdas: uma menciona 1.200 baixas para cada lado; outra aponta 1.500 baixas e dois canhões perdidos pelos aliados; e uma terceira indica 1.500 aliados e 1.000 franceses mortos ou feridos.

## Consequências

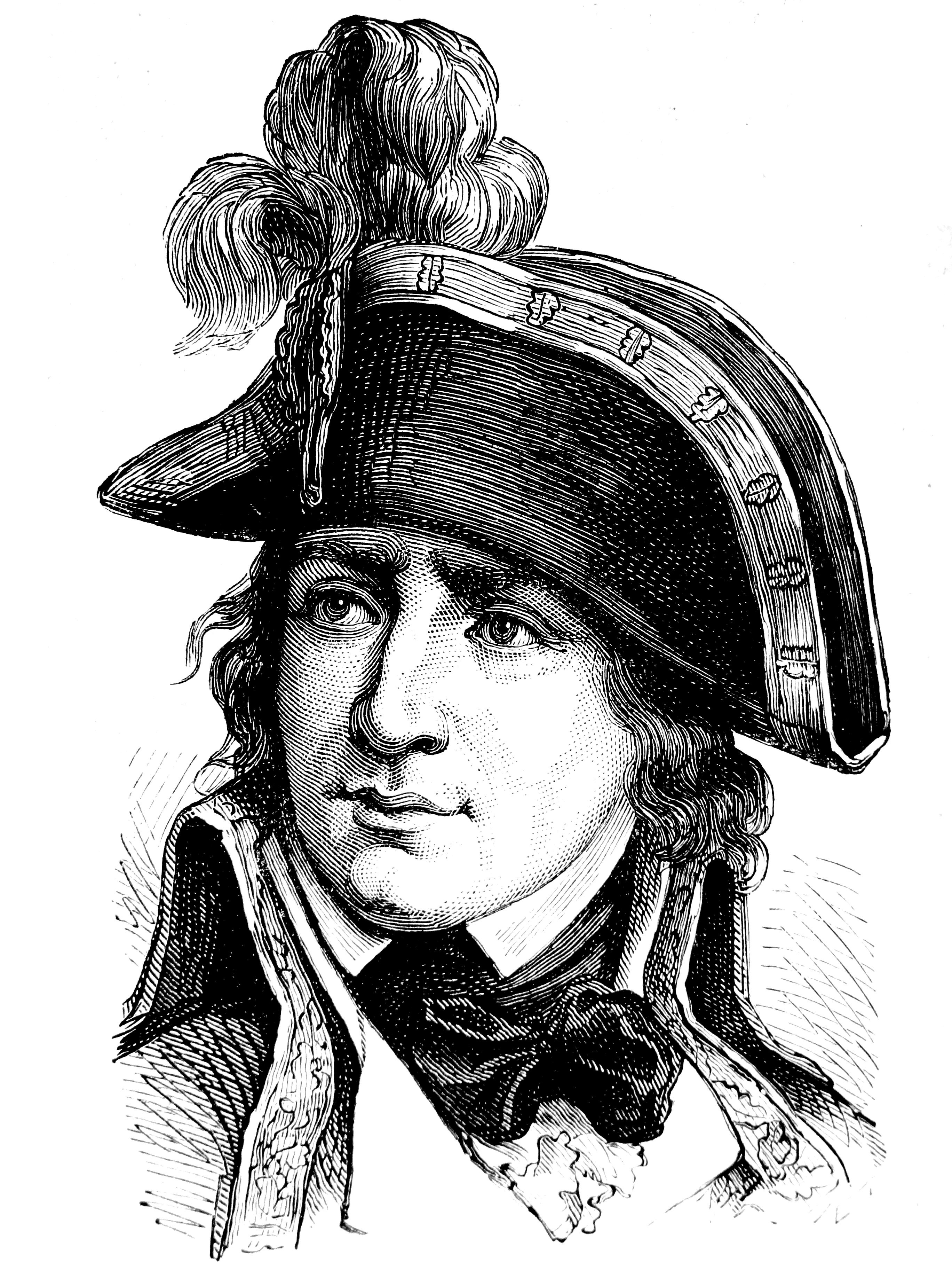
Pichegru

Em 12 de maio, os franceses perseguiram a coluna em retirada de Clerfayt e o enfrentaram em Ingelmunster. Vandamme liderou 8.000 infantaria, 1.000 cavalaria e 15 canhões de 12 libras contra tropas de Hesse-Darmstadt comandadas por Georg Emil von Düring e forças austríacas sob Johann von Sporck. Os hessianos sofreram 47 mortos, 181 feridos, 3 capturados e perderam 2 canhões. As perdas austríacas e francesas não foram especificadas. A chegada da brigada britânica de Whyte desestimulou a continuação da perseguição francesa.
O historiador Ramsay Weston Phipps questionou a separação das forças aliadas antes da batalha, sugerindo que um ataque conjunto contra Courtrai e Menin teria sido mais eficaz. Fortescue criticou a atuação de Clerfayt como “fraca” e apontou a ausência de artilharia a cavalo britânica como um fator que impediu maiores danos aos franceses em Willems.
Após a batalha, Coburg estava dividido entre apoiar Iorque e Clerfayt no flanco direito contra Pichegru ou reforçar Kaunitz no flanco esquerdo contra Desjardins e Charbonnier no rio Sambre. A vitória de Kaunitz em Grandreng o tranquilizou, e Coburg decidiu concentrar suas forças em Tournai, onde prepararia um novo ataque: a Batalha de Tourcoing.

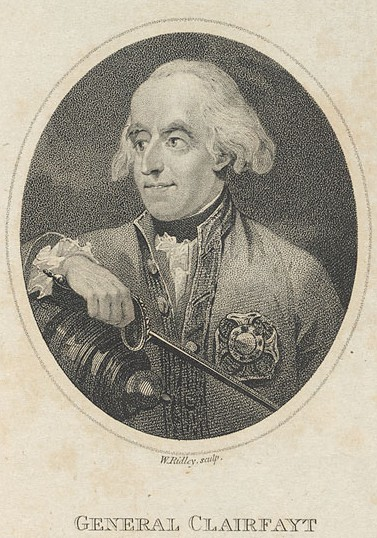
Clerfayt